# Oleg Walerjewitsch Kuchta
Oleg Walerjewitsch Kuchta (russisch Олег Валерьевич Кухта; * 27. Dezember 1970 in Kinel-Tscherkassy Oblast Kuibyschew, Russische SFSR) ist ein russischer Sänger und Schauspieler, Verdienter Künstler der Russischen Föderation, ein ehemaliger GRU Speznas Offizier und Militär-Aufklärer.   

## Leben

### Militärische Karriere
1988 begann er sein Studium an der Fakultät für Militärische Aufklärung an der Hochschule der Luftlandetruppen in Rjasan, das er 1990–1992 für seinen Wehrdienst unterbrach. 1992–1993 nahm er an der UN-Friedensmission in der Republik Serbische Krajina teil. 1994–1996 setzte er das Studium an der Hochschule der Luftlandetruppen in Rjasan und an der Militärhochschule für Kommandeure in Nowosibirsk fort. Anschließend nahm er am Ersten Tschetschenienkrieg (1994–1996) als Kommandeur einer GRU Speznas Gruppe teil. Während des Krieges führte er viele Militäroperationen durch, erlitt eine schwere Verletzung und wurde mit dem Orden für Heldenmut und mit Medaillen ausgezeichnet. 1999 beendete er seine Militär-Karriere und wurde zum Speznas Oberleutnant der Reserve.

### Künstlerische Karriere
Seine künstlerische Karriere begann er während des Militär-Studiums als Amateur-Sänger. 1994 wurde er Sieger und 1995 der erste Grand-Prix-Sieger des Allrussischen Festivals der Soldatenlieder „Wiktoria“. 1999 trat er beim Internationalen Festival „Slawjanski Basar“ in Witebsk auf und wurde mit einem Diplom ausgezeichnet. Nach Beendigung der Militär-Karriere trat er von 1999 bis 2012 als Solist des Akademischen Gesangs- und Tanzensembles der russischen Armee auf. 2005 absolvierte er die Russische Akademie für Theaterkunst und bekam im selben Jahr den Titel Verdienter Künstler von Nordossetien-Alanien. 2008 wurde er als Verdienter Künstler der Russischen Föderation ausgezeichnet. Seit 2011 ist er Solist des Orchesters des russischen Innenministeriums und startet seine Solo-Karriere.

## Diskografie
- 2000: «Армейский сборник 2» (Song Шинели)[10]
- 2003: «Doswidanja. Ich komm wieder» (Song O Happy Day)[11]
- 2003: «Академический ансамбль песни и пляски внутренних войск МВД России» (Song Be My Love)[11]
- 2008: «Академический ансамбль песни и пляски внутренних войск МВД России» (Songs Be My Love, O Happy Day, The Prayer, На дальнем берегу, Piu Che Puo)[11]
- 2010: «Помяни меня, поле. 65 лет Победы в Великой Отечественной войне» (Album)[12]
- 2010: «Русское поле. 65 лет Победы в Великой Отечественной войне» (Album)[13]

## Filmografie
- 2005: «Sei nicht schön geboren» / «Не родись красивой»[14]
- 2007: «Das unbekannte Land» / «Незнакомая земля»[15]
- 2007: «Der Lehrer im Gesetz» / «Учитель в законе»[16]
- 2011: «Die Staatsanwaltsüberwachung» / «Прокурорская проверка»
- 2011: «Familiendramen» / «Семейные драмы»
- 2011: «Vor dem Gericht» / «До суда»

## Auszeichnungen
- Träger des «Ordens für Heldenmut»
- Verdienter Künstler von Nordossetien-Alanien
- Verdienter Künstler der Russischen Föderation
- Medaille «Für Militärdienst im Nordkaukasus»
- Medaille «Armeegeneral Margelow» des Ministeriums für Verteidigung Russlands
- Medaille «Für die Teilnahme an Anti-Terror-Operationen» des FSB
- Medaille «200 Jahre Innenministerium der Russischen Föderation»
- UN-Medaille (UNPROFOR)
- Medaille «80 Jahre Luftlandetruppen»